# دنيس بينيت (لاعب كرة قاعدة)
دنيس بينيت (بالإنجليزية: Dennis Bennett) هو لاعب كرة قاعدة أمريكي، ولد في 5 أكتوبر 1939 في أوكلاند في الولايات المتحدة، وتوفي في 24 مارس 2012 في كلاماث فالز في الولايات المتحدة.

## وصلات خارجية
- دينيس بينيت على موقع دوري كرة القاعدة الرئيسي (الإنجليزية)
- دينيس بينيت على موقعبيزبول رفرنس.كوم (الدوري الرئيسي) (الإنجليزية)
- دينيس بينيت على موقعبيزبول رفرنس.كوم (الدوري الثانوي) (الإنجليزية)
- دينيس بينيت على موقع إي إس بي إن.كوم (أم.أل.بي) (الإنجليزية)
- دينيس بينيت على موقع مشجعي الرسوم البيانية (الإنجليزية)